# 若松夏美
若松夏美（わかまつ なつみ、1957年8月19日 - ）は日本のヴァイオリニスト、コンサートマスター。オーケストラ・リベラ・クラシカ、バッハ・コレギウム・ジャパンのコンサートマスター、18世紀オーケストラのメンバー。東京芸術大学非常勤講師。

## 略歴
宮城県仙台市に生まれる。3歳の誕生日に両親からヴァイオリンをプレゼントされてヴァイオリンを習い始め、桐朋学園高校を経て桐朋学園大学音楽学部ヴァイオリン科に進みヴァイオリンを鷲見三郎、江藤俊哉に師事。桐朋に在学中より古楽演奏に関心を持ち、卒業後バロック・ヴァイオリンの演奏を始め、1982年にオランダのデン・ハーグ王立音楽院に留学、バロック・ヴァイオリンをシギスヴァルト・クイケンに師事し、1985年に演奏家ディプロマを得て卒業。オランダ在学中にラ・プティット・バンド、フランス・ブリュッヘン指揮の18世紀オーケストラのメンバーとなり、『ラモー、優雅なインドの国々』（1992年）ほかの公演及び収録に参加する。日本に帰国後は国内で演奏活動を行い、1988年に18世紀オーケストラの日本版として有田正広主催で結成された日本初の古楽オーケストラ、東京バッハ・モーツァルト・オーケストラのコンサートマスターとなり、1989年4月の結成コンサートから初期の福岡古楽祭での公演及び同オーケストラの主要メンバーで構成された東京バッハ・モーツァルト・アンサンブルによる、室内楽演奏と録音の収録に2008年までリーダーとして参加した。
1990年には鈴木雅明創設・指揮のバッハ・コレギウム・ジャパンのコンサートマスターに就任、同オーケストラのバッハのカンタータ全曲録音の殆どにリーダーとして参加。その後2001年には鈴木秀美が結成したオーケストラ・リベラ・クラシカのコンサートマスターに就任、多くの公演と録音に参加している。デンオン・アリアーレ（日本コロムビア）、BIS、アルテ・デラルコなどのレーベルからバッハ、モーツァルト、ハイドン、ボッケリーニ等の室内楽、協奏曲等を録音。2017年秋アルテ・デラルコからリリースしたバッハ「無伴奏ヴァイオリンのソナタとパルティータ全曲」はレコード芸術の特選盤(2018/2)、音楽現代の推薦盤(2018/2)を受けた。
2020年1月8日には、バッハ・コレギウム・ジャパン結成30周年を記念して、音楽監督の鈴木雅明とバッハのヴァイオリンとオブリガート・チェンバロのためのソナタ全6曲のリサイタルを行った。

## ディスコグラフィー
- 『ラモ、コンセールによるクラヴサン曲集』有田千代子（チェンバロ）、若松夏美（ヴァイオリン）、ヴィーラント・クイケン（ヴィオラ・ダ・ガンバ）1991年録音、デンオン・アリアーレ（日本コロムビア、1992年）
- 『バッハ、音楽の捧げもの』有田正広（フラウト・トラヴェルソ）寺神戸亮（ヴァイオリン）、若松夏美（ヴァイオリン）、鈴木秀美(チェロ)、有田千代子（チェンバロ）、1993年録音、デンオン・アリアーレ（日本コロムビア、1994年）
- 『モーツァルト：ヴァイオリン・ソナタ第1番、第2番、第4番、第7番』若松夏美(ヴァイオリン)、小島芳子（フォルテピアノ）、BIS（2001年）
- 『ボッケリーニ:弦楽五重奏曲集』若松夏美(ヴァイオリン)、高田あずみ（ヴァイオリン）森田芳子（ヴァイオリン）鈴木秀美（チェロ）、懸田貴嗣（チェロ）、アルテ・デラルコ（2005年）
- 『モーツァルト:ディヴェルティメント変ホ長調 K.563』若松夏美(ヴァイオリン)、成田寛(ヴィオラ)、鈴木秀美(チェロ) 、アルテ・デラルコ（2015年）
- 『ラ・レアル・カマラ、ボッケリーニ: 6つの弦楽三重奏曲 Op.47』若松夏美(ヴァイオリン)、エミリオ・モレーノ（ヴィオラ）、鈴木秀美（チェロ）Glossa（2015年）
- 『コレクションシリーズ54 :クラヴィーアの国“ウィーン”　モーツァルト＆フンメル 2台のワルターによる師弟の夢の饗宴』小倉貴久子(フォルテピアノ)、若松夏美(ヴァイオリン/ヴィオラ)、森田芳子(ヴィオラ※Disc 1)、武澤秀平(チェロ)、小室昌広(コントラバス)、菊池かなえ(フルート)、三宮正満(オーボエ)、塚田聡(ホルン)、浜松市楽器博物館コレクションシリーズ（2015年）
- 『J・S・バッハ：無伴奏ヴァイオリンのソナタとパルティータ全曲』若松夏美(ヴァイオリン)、アルテ・デラルコ（2017年）＊レコード芸術 特選盤、音楽現代 推薦盤